# Sierra Nevada (planinski lanac u SAD-u)
Sierra Nevada (španjolski "sniježna planina"), planinski lanac  na zapadu američke države Kalifornija koje odvajaju na zapadu kalifornijsku ravnicu Central Valley od slane pustinje Great Basin na istoku. Pruža se u smjeru sjeverozapad-jugoistok te je dugačak oko 650 kilometara s najvišim vrhom je Mount Whitney s 4421 m. 
Jezero Tahoe, jedna od najpopularnijih destinacija kalifornijske turističke ponude, se nalazi u sjevernoj polovici Sierre Nevade. Na zapadnom podnožju živjeli su Indijanci Sierra Miwok koji u sijeri sakupljali žir, i kojih je do danas tamo nešto preostalo na nekoliko manjih rezervata.